# Image Comics
Image comics — американське видавництво коміксів. Його особливість в тому, що автори персонажів залишають за собою права на цих персонажів, а не передають їх видавництву, як це робиться у великих компаніях. Є одним з 4 найбільших видавництв коміксів (поряд з Marvel, DC  Comics, Dark Horse).

## Історія

### Заснування

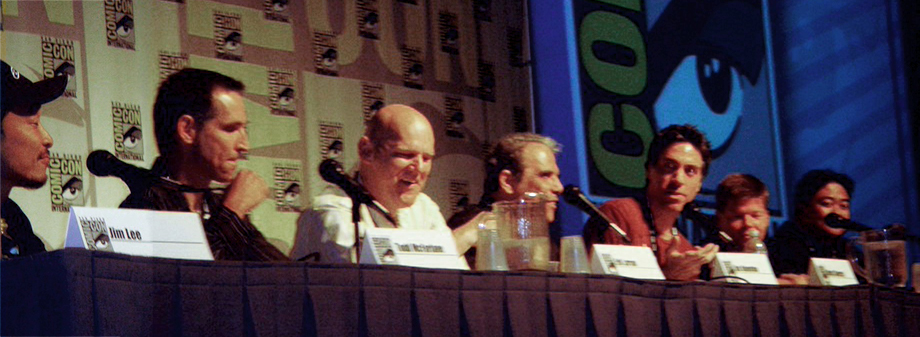
Журі на ComicCon в 2007 році на 15-ту річницю заснування Image Comics. Зліва направо: Джим Лі, Тодд МакФарлейн, Ерік Ларсен, Джим Валентино, Марк Сільвестрі, Роб Ліфілд і Уілс Портація.

У 1991 році, Ерік Ларсен, Роб Ліфілд і Джим Валентино обідали з Дейвом Олбрічем, головним редактором Malibu Comics. У Malibu лояльно ставилися до ідеї залишати авторські права на комікси за їхнім автором, і Олбріч сказав, що був би не проти видавати комікси Еріка, Роба і Джима. 
Трохи пізніше до них приєдналися ще кілька художників, які втомилися від позиції Marvel Comics щодо авторських прав (права залишаються за видавництвом) і недостатнього визнання їх творчого потенціалу.
 За словами Тодда МакФарлейна, він, Джим Лі і Ліфілд зустрілися з президентом Marvel Террі Стюартом і редактором Томом Де Фалко в кінці грудня 1991 року. Незважаючи на те, що Ларсен і Сільвестрі, які тільки напередодні приєдналися до їх команді, були відсутні, учасники зустрічі дали зрозуміти Стюарту, що вони представляють і їхні інтереси. Попри те, що стверджують інші джерела, МакФарлейн каже, що ніякі вимог до Стюарту або Marvel в цілому не висувалося, і вони просто повідомили про те, що йдуть, пояснили причини і попросили Стюарта поставитися до того, що відбувається з розумінням, щоб це не спричинило подальші звільнення . На наступний день аналогічна зустріч пройшла з DC Comics.  
Після того як Уилс Портація повернувся з щорічного подорожі на Філіппіни, Лі (його колега по Homage Studios) попросив Уілсі приєднатися до їх групі.
Після цього група з восьми художників оголосила про заснування Image Comics, куди в результаті увійшли: Тодд Макфарлейн (відомий за роботами над Пітер Паркер: Людина-павук), Джим Лі (Люди Ікс), Роб Ліфілд (X-Force), Марк Сільвестрі (Росомаха ), Ерік Ларсен (The Amazing Spider-Man), Джим Валентино (Guardians of the Galaxy) і Уилс Портація (Люди Ікс)   Ця коаліція отримала прізвисько "X-odus", через те, що кілька з художників (Клермонт, Ліфілд, Лі, Сільвестрі і Портація) були відомі за своїми роботами з франшизою Люди Ікс. Після публікації новин Акції Marvel впали на $ 3.25
- Image не має прав на персонажів авторів
- Ні один із партнерів Image не має права втручатися – творчо або фінансово – у роботу будь-якого іншого партнера. Image володіє інтелектуальними правами тільки на торгові марки компанії: назву і логотип, розроблені автором Хенком Каналзом (англ.  Hank Kanalz)

Кожен з партнерів Image заснував власну студію, чия продукція публікувалася під брендом Image, але не проходила ніякої редакторський контроль. Клермонт не брав участь в партнерську угоду, а Портаціо відмовився від подальшої участі через проблеми зі здоров'ям у своєї сестри,, тому Image включила в свій склад шість студій:
- Todd McFarlane Productions - правовласник Тодд Макфарлейн.
- Extreme Studios - правовласник Роб Ліфілд.
- Highbrow Entertainment - правовласник Ерік Ларсен.
- ShadowLine - правовласник Джим Валентино.
- Top Cow Productions - правовласник Марк Сільвестрі.
- Wildstorm Productions - правовласник Джим Лі..

## Серії коміксів
- Спаун
- Ходячі мерці
- Savage Dragon
- Fell
- Invincible[en]
- The Darkness[en]
- The Maxx
- Viking
- Deady Body Road
- The Goddamned (комікс)